# Епулон
Епулон или Епуло (на латински: Epulo, Epulon, Epulone, Aepulo) е цар на истрите в Северна Илирия през 181 пр.н.е. – 177 пр.н.е. Неговия главен град е Несакциум (Nesactium).
През 179 пр.н.е. римският консул Авъл Манлий Вулзон предприема поход против Истрия без да се консултира със Сената. След неуспех, на помощ му идва и Марк Юний Брут. През началото на 177 пр.н.е. те започват нова офанзива против истрите и обсаждат град Nesactium, където се оттеглил цар Епулон. Пристига нова войска с новия консул Гай Клавдий Пулхер, който сменя двамата като главнокомандващ и успява да победи истрите. Римляните разрушават града, който след това е възстановен като неукрепен град.